# Me (Jisoo)
Me è un singolo della cantante e attrice sudcoreana Jisoo, pubblicato il 31 marzo 2023 e costituito da due tracce: Flower e All Eyes on Me.

## Pubblicazione
Dopo l'uscita del singolo solista delle compagne del gruppo delle Blackpink Jennie con Solo nel 2018, del singolo di Rosé R nel 2021 e del singolo di Lisa Lalisa nel 2021, l'attenzione si è rivolta a Jisoo come ultimo membro delle Blackpink a debuttare come artista solista. Durante un'intervista per Rolling Stone, la cantante ha condiviso che non si sentiva sicura di perseguire una carriera musicale al di fuori del gruppo e stava ancora cercando di capire la direzione in cui sarebbe andata. Il 2 gennaio 2023, la YG Entertainment ha confermato che Jisoo stava registrando la musica per il suo single album e aveva completato le riprese dei servizi fotografici per la copertina dell'album. Il 21 febbraio, la sua etichetta ha rivelato che le riprese del suo video musicale erano in corso in un luogo top secret all'estero, con il budget di produzione più alto mai investito in un video musicale del gruppo.
Il 5 marzo, sono state pubblicate le prime foto promozionali sugli account dei social media delle Blackpink, confermando che il progetto solista di Jisoo sarebbe stato pubblicato il 31 marzo 2023. L'8 marzo, il titolo dell'album è stato annunciato essere Me tramite un'altra foto promozionale. Un secondo teaser è stato diffuso il 12 marzo raffigurante Jisoo con un vestito bianco arruffato su uno sfondo nero. Il 15 marzo, Jisoo ha svelato il primo video promozionale dell'album con un'estetica rossa, mentre il 19 marzo, è stata annunciata la prima traccia principale del singolo, Flower. Il 21 marzo, è stato diffuso il secondo video promozionale per l'album con un'estetica nera. La tracklist completa e i crediti dell'album sono stati pubblicati il 27 marzo. Per celebrare il suo debutto, la cantante ha tenuto una trasmissione in diretta online un'ora prima dell'uscita per parlare dell'album e del video musicale. Il 7 aprile, Jisoo è apparsa come ospite nella seconda stagione dello show di Lee Young-ji No Prepare su YouTube. L'8 aprile, Jisoo ha partecipato alla serie Autocomplete Interview di Wired su YouTube, in cui ha risposto alle domande più frequenti del web.

## Descrizione
Me è un disco pop e trap che fonde dance, synth pop, strumenti tradizionali coreani ed elementi caraibici. È un'esplorazione delle relazioni romantiche e dello sviluppo personale di Jisoo come persona. Mette in risalto i suoi punti di forza vocali attraverso "flussi accomodanti e testi insaziabili" mentre racconta la storia di una ragazza dal cuore spezzato che supera e lascia una relazione tossica con "fiducia intoccabile" attraverso le due tracce.
Il primo brano, Flower, è stato scritto da 24, VVN, Kush, Vince e Teddy. Musicalmente è stato descritto dalla critica specializzata come un brano dance ed è stato composto in chiave La minore con un tempo di 124 battiti per minuto. Il secondo brano, All Eyes on Me, è stato scritto da Teddy e Vince. È un pezzo dance pop ed EDM che incorpora elementi synth pop, ed è stato composto in chiave La bemolle minore con un tempo di 110 battiti per minuto.

## Promozione
L'8 aprile, Jisoo ha eseguito Flower per la prima volta dal vivo durante il Born Pink World Tour delle Blackpink al Tokyo Dome in Giappone. Ha eseguito poi il singolo al programma musicale Inkigayo il 9 e il 16 aprile. Il pezzo è stato anche eseguito al festival di Coachella a Indio, in California, il 15 aprile.

## Accoglienza
| Recensione          | Giudizio |
| ------------------- | -------- |
| The Harvard Crimson |          |
| NME                 |          |

Rhian Daly della rivista NME ha assegnato al singolo 4 stelle su 5, descrivendo l'album come una vetrina dei due lati dell'abilità artistica di Jisoo. In particolare, Daly ha trovato il brano Flower una delle migliori canzoni K-pop dell'anno e l'ha elogiato per «essere riuscito a mescolare l'eleganza con l'inventiva ed elementi di produzione moderna con sonorità dal suono più tradizionale». D'altra parte, pensava che la seconda traccia del singolo All Eyes on Me mancasse musicalmente rispetto a Flower, anche se i testi «contengono ancora una qualità allettante a volte». Scrivendo per Rolling Stone, Tim Chan ha elogiato la «produzione da schiocco delle dita» e la voce sicura di Jisoo in Flower e ha definito All Eyes on Me una «traccia pop da capogiro». Samantha H. Chung, per l' Harvard Crimson, ha definito Flower un «debutto di classe e rilassato» che ben si adattava al carisma discreto di Jisoo, mentre All Eyes on Me è stato un forte complemento che ha mostrato «un lato diverso di Jisoo mettendo in risalto la sua voce e stile distintivi».

## Video musicale
Il video di Flower, diretto da Han Sa-min, è stato reso disponibile attraverso il canale YouTube delle Blackpink in contemporanea con il lancio del singolo. Al momento della pubblicazione, la clip è salita in cima alla lista delle tendenze mondiali su YouTube e ha raccolto 40 milioni di visualizzazioni in 24 ore, diventando il video più visto in 24 ore da un gruppo K-pop nel 2023. Ha superato 100 milioni di visualizzazioni in meno di 8 giorni. Il 5 aprile successivo è stato pubblicato il video della coreografia del brano.

## Tracce
Testi e musiche di Vince, Kush, VVN, Teddy, 24 e Kush.
Download digitale
1. Flower (꽃?, KkotLR) – 2:53
2. All Eyes on Me – 2:44

Tracce bonus dell'edizione fisica
1. Flower (Instrumental)
2. All Eyes on Me (Instrumental)

## Classifiche
| Classifica (2023)                                            | Posizione massima | Posizione massima |
| Classifica (2023)                                            | Flower            | All Eyes on Me    |
| ------------------------------------------------------------ | ----------------- | ----------------- |
| Australia                                                    | 33                | —                 |
| Canada                                                       | 30                | —                 |
| Corea del Sud                                                | 2                 | 102               |
| Filippine                                                    | 4                 | 19                |
| Francia                                                      | 131               | —                 |
| Grecia                                                       | 15                | —                 |
| Hong Kong                                                    | 1                 | 15                |
| India                                                        | 13                | —                 |
| Indonesia                                                    | 2                 | —                 |
| Lituania                                                     | 61                | —                 |
| Medio Oriente                                                | 2                 | —                 |
| Nuova Zelanda                                                | 40                | —                 |
| "—" indica una pubblicazione non classificata in quel paese. |                   |                   |

## Date di pubblicazione
| Paese         | Data di pubblicazione | Formato                          | Note   |
| ------------- | --------------------- | -------------------------------- | ------ |
| Mondo         | 31 marzo 2023         | CD, download digitale, streaming | [ 42 ] |
| Corea del Sud | 31 marzo 2023         | Kit                              | [ 43 ] |
| Corea del Sud | 1º agosto 2023        | LP                               | [ 44 ] |

## Riconoscimenti
- Inkigayo
  - 16 aprile 2023 (Flower)[45]
  - 30 aprile 2023 (Flower)[46]
  - 2 luglio 2023 (Flower)[47]

- M Countdown
  - 13 aprile 2023 (Flower)[48]

- Music Bank
  - 14 aprile 2023 (Flower)[49]

- Show Champion
  - 5 aprile 2023 (Flower)[50]
  - 12 aprile 2023 (Flower)[51]
  - 26 aprile 2023 (Flower)[52]

- Show! Eum-ak jungsim
  - 15 aprile 2023 (Flower)[53]